# Philipp Heinrich Kisling

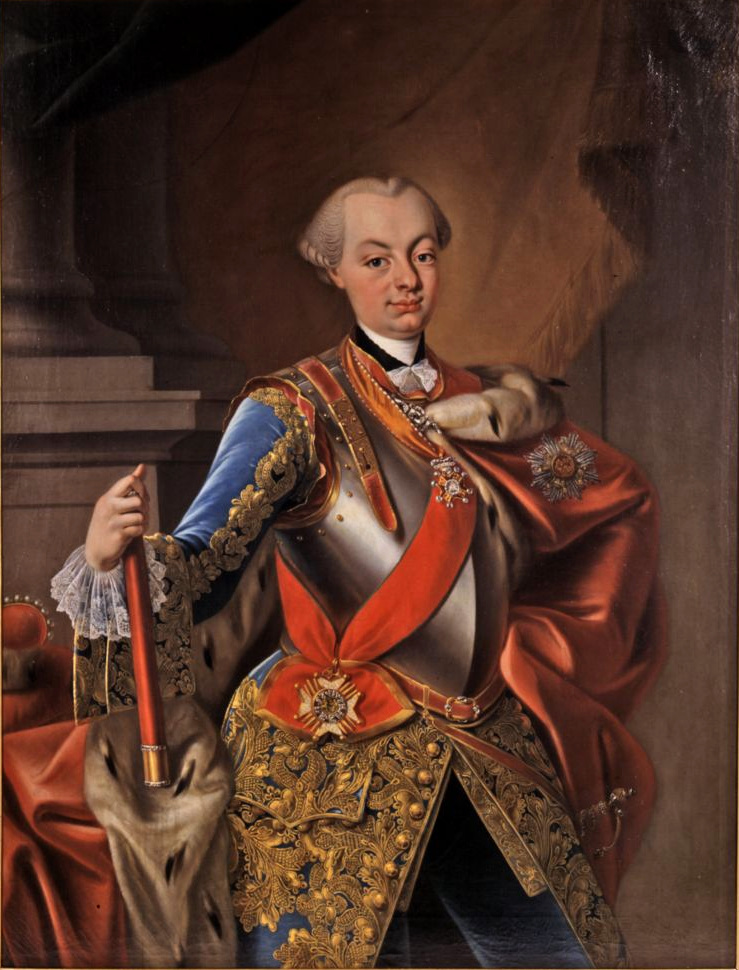
Philipp Heinrich Kisling zugeschrieben: Markgraf Carl Friedrich, um 1746–1750, Öl, 143,8 cm x 112 cm
(Badisches Landesmuseum Inv. R 503)

Philipp Heinrich Kisling (* 24. November 1713 in Eggenstein; † 14. Mai 1767 in Durlach) war ein Hofmaler und Porträtist am Hof des Markgrafen von Baden-Durlach in Karlsruhe.
Er entstammte einer Försterfamilie aus dem Dorf Eggenstein nördlich von Karlsruhe. Trotz seiner einfachen Herkunft machte er als Maler Karriere und gelangte bis an die markgräfliche Residenz, wo er zusammen mit weiteren Künstlern vom jungen Markgrafen Karl Friedrich gefördert wurde. Kisling gilt dabei als mit Abstand bester der damaligen Karlsruher Porträtisten; „die lebendige Wiedergabe seiner Modelle überragt das provinzielle Niveau seiner Zunftgenossen beträchtlich“. Dennoch gilt er als bieder.
Als seine berühmtesten Werke gelten die Bildnisse aus der Mitgliedergalerie des Hausordens der Treue im Neuen Schloss in Baden-Baden sowie das um 1746–1750 entstandene Gemälde des jugendlichen Markgrafen Karl Friedrich. Daneben hat sich Kisling auch durch Bildkopien einen Namen gemacht: So überzeugte er 1759 den Markgrafen nach einigen Jahren versuchter Reparaturen an den beschädigten Basler Ahnenporträts der Dynastie, ihn bis 1765 sämtliche 27 Bilder kopieren zu lassen.
Neben Aufträgen vom Hof fertigte er (bzw. seine Durlacher Werkstatt) auch zahlreiche Gemälde für den Landadel und das wohlhabende Bürgertum an.
Ab 1759 geriet Kisling am Hof in den Schatten Joseph Mellings, der von nun an ebenfalls in Karlsruhe wirkte.
Sein Sohn Johann Ludwig Kisling wurde nach seinem Tod sein Nachfolger und führte das Werk des Vaters als erfolgreicher Porträtmaler fort.